# Donja Kupčina
Donja Kupčina is een plaats in de gemeente Pisarovina in de Kroatische provincie Zagreb. De plaats telt 1087 inwoners (2001).